# Высшее образование в Финляндии
Высшее образование в Финляндии — развитие заложилось ещё в 1640 году, когда была основана Королевская академия в Або (Турку), по предложению графа Пера Браге. На тот момент Финляндия являлась частью Шведского королевства.
Система высшего образования в Финляндии начала формироваться только в 1860-х годах. В 1828 году, после великого пожара в Турку, академия была перенесена в Хельсинки и была названа Императорским Александровским университетом, в честь русского царя Александра I (с 1917 года — Хельсинкский университет). Первая женщина-студентка (Мария Чечулина) появилась в нём в 1870 году, став первой женщиной-студенткой университета не только в Финляндии, но и вообще в странах Северной Европы; первая женщина получила диплом об окончании университета в 1882 году (Эмма Острём).
Университет в Хельсинки долгое время оставался единственным в стране, и только в начале XX века[когда?] было открыто ещё два высших учебных заведения: Технологический университет и Школа экономики и управления. В 1918 году в Турку были открыты шведский (Академия Або) и финский (Университет Турку) университеты. В 2010-е годы была проведена радикальная реформа финского высшего образования, в связи с «кризисом Nokia».

## Система высшего образования
Финская система высшего образования предлагает широкий спектр программ бакалавриата, магистратуры и докторантуры в различных областях обучения. Некоторые из самых популярных областей обучения в Финляндии включают технологии, дизайн, бизнес и естественные науки.[уточнить]
Одной из ключевых особенностей высшего образования в Финляндии является его ориентация на самостоятельность студентов в обучении. Это означает, что студентов поощряют за то, что они играют активную роль в собственном образовании. Это достигается благодаря сочетанию лекций, самостоятельного изучения материала, выполнению практических проектов и заданий. Акцент делается на развитии у учащихся критического мышления и навыков в решении практических проблем, что хорошо подготавливает их к требованиям современного рабочего места.

## Подход к обучению
В дополнение к своей ориентации на обучение, ориентированное на студента, финское высшее образование также известно своим исследовательским подходом. Многие университеты имеют сильные исследовательские программы в самых разных областях, и студентам часто предлагается участвовать в исследовательских проектах и вносить свой вклад в развитие знаний в своей области обучения.[уточнить]
Финские университеты также сильно интернационализированы, в них учатся студенты и преподаватели со всего мира[стиль]. Это создает разнообразную и мультикультурную среду, в которой студенты могут учиться и расти. Кроме того, многие университеты предлагают программы обмена и другие международные возможности, позволяющие студентам учиться за границей и приобретать ценный опыт и перспективы.[уточнить]

## Структура
Сейчас в Финляндии существует два типа вузов — университеты (фин. yliopisto) и политехнические институты (фин. ammattikorkeakoulu, АМК, букв. «высшая профессиональная школа»), англ. University of Applied Sciences). В этих учебных заведениях готовят специалистов не только в области инженерного дела, но и культуры и здравоохранения, социального обеспечения и образования, туризма и управления. Разница между «университетом» и «высшей профессиональной школой», небольшая[прояснить].
Самые популярные специальности политехников — технологии и транспорт, бизнес и управление, здравоохранение и социальная сфера, культура, туризм, сфера обслуживания, образование, природные ресурсы. Обучение длится 3,5-4 года и включает обязательную практику. По мнению исследователя из университета Ювяскюля[прояснить], месторасположение вузов в стране сильно влияет на выбор специальностей среди молодого поколения финнов.
Настоящих университетов в Финляндии было 10, ещё десять специализированных институтов (технологии, бизнес и экономика, искусство), к университетам причислена и военная академия. В 2010-е годы осталось 15 вузов (на 5,6 млн населения)[прояснить].
Все университеты — государственные. Самые популярные и престижные направления обучения — технологии, гуманитарные и естественные науки.
Кроме степеней, эквивалентных бакалавру, магистру и доктору наук, финские университеты присваивают ещё и промежуточную между магистром и доктором — лиценциат. Её можно получить через два года после магистратуры.

## Стоимость обучения
Для граждан Финляндии и стран ЕС/ЕЭЗ обучение в государственных университетах Финляндии является бесплатным. Студенты, приезжающие из государств, не входящих в ЕС/ЕЭЗ, оплачивают обучение по большинству англоязычных программ бакалавриата и магистратуры. Годовая стоимость может варьироваться от 8000 до 20 000 евро и зависит от конкретного вуза и выбранной специальности. Студенты, оплачивающие обучение, зачастую могут претендовать на стипендии, предоставляемые самим университетом.
Помимо оплаты обучения, студентам следует покрывать текущие расходы на проживание.

## Заключение
Высшее образование в Финляндии ориентировано на прикладную и исследовательскую деятельность. Структура включает сочетает лекции, лабораторные и проектные работы. Приоритет в обучении направлен на развитие навыков самостоятельного анализа и критического мышления.

## Университеты
| Название | Город        | Год основания       | Адрес сайта                                   | Количество студентов (2021) |
| --- | ------------ | ------------------- | --------------------------------------------- | --------------------------- |
| Хельсинкский университет фин. Helsingin yliopisto швед. Helsingfors universitet                                                | Хельсинки    | 1640/1828           | https://www.helsinki.fi                       | 30821                       |
| Университет искусств фин. Taideyliopisto швед. Konstuniversitetet                                                              | Хельсинки    | 1848/1882/1979/2012 | https://www.uniarts.fi                        | 1968                        |
| Шведская школа экономики Ханкен швед. Hanken Svenska handelshögskolan                                                          | Хельсинки    | 1909                | https://www.hanken.fi                         | 2615                        |
| Академия Або швед. Åbo Akademi                                                                                                 | Турку        | 1918                | https://www.abo.fi                            | 5929                        |
| Университет Турку фин. Turun yliopisto швед. Åbo universitet                                                                   | Турку        | 1920                | https://www.utu.fi                            | 16920                       |
| Университет Тампере фин. Tampereen yliopisto швед. Tammerfors universitet                                                      | Тампере      | 1925/1956/2019      | https://www.tuni.fi                           | 21479                       |
| Университет Йювяскюля фин. Jyväskylän yliopisto швед. Jyväskylä universitet                                                    | Йювяскюля    | 1934                | https://www.jyu.fi                            | 14060                       |
| Университет Оулу фин. Oulun yliopisto швед. Uleåborgs universitet                                                              | Оулу         | 1958                | https://www.oulu.fi                           | 13591                       |
| Университет Вааса фин. Vaasan yliopisto швед. Vasa universitet                                                                 | Вааса        | 1968                | https://www.uvaasaexed.fi                     | 5203                        |
| Лаппеэнрантский технологический университет фин. Lappeenrannan teknillinen yliopisto швед. Villmanstrands tekniska universitet | Лаппеэнранта | 1969/2002           | https://www.lut.fi                            | 6331                        |
| Восточнофинляндский университет фин. Itä-Suomen yliopisto                                                                      | Йоэнсуу      | 1969/2010           | https://www.uef.fi                            | 15954                       |
| Лапландский университет фин. Lapin yliopisto швед. Lapplands universitet                                                       | Рованиеми    | 1979/1991           | https://www.ulapland.fi                       | 4640                        |
| Высшая школа национальной обороны фин. Maanpuolustuskorkeakoulu                                                                | Хельсинки    | 1993                | https://maanpuolustuskorkeakoulu.fi/frontpage | 1186                        |
| Университет Аалто фин. Aalto-yliopisto швед. Aalto-universitetet                                                               | Хельсинки    | 2010                | https://www.aalto.fi                          | 18848                       |